# Drosanthemum hispidum
Drosanthemum hispidum är en isörtsväxtart som först beskrevs av Carl von Linné, och fick sitt nu gällande namn av Schwant. Drosanthemum hispidum ingår i släktet Drosanthemum och familjen isörtsväxter. Inga underarter finns listade i Catalogue of Life.

## Bildgalleri

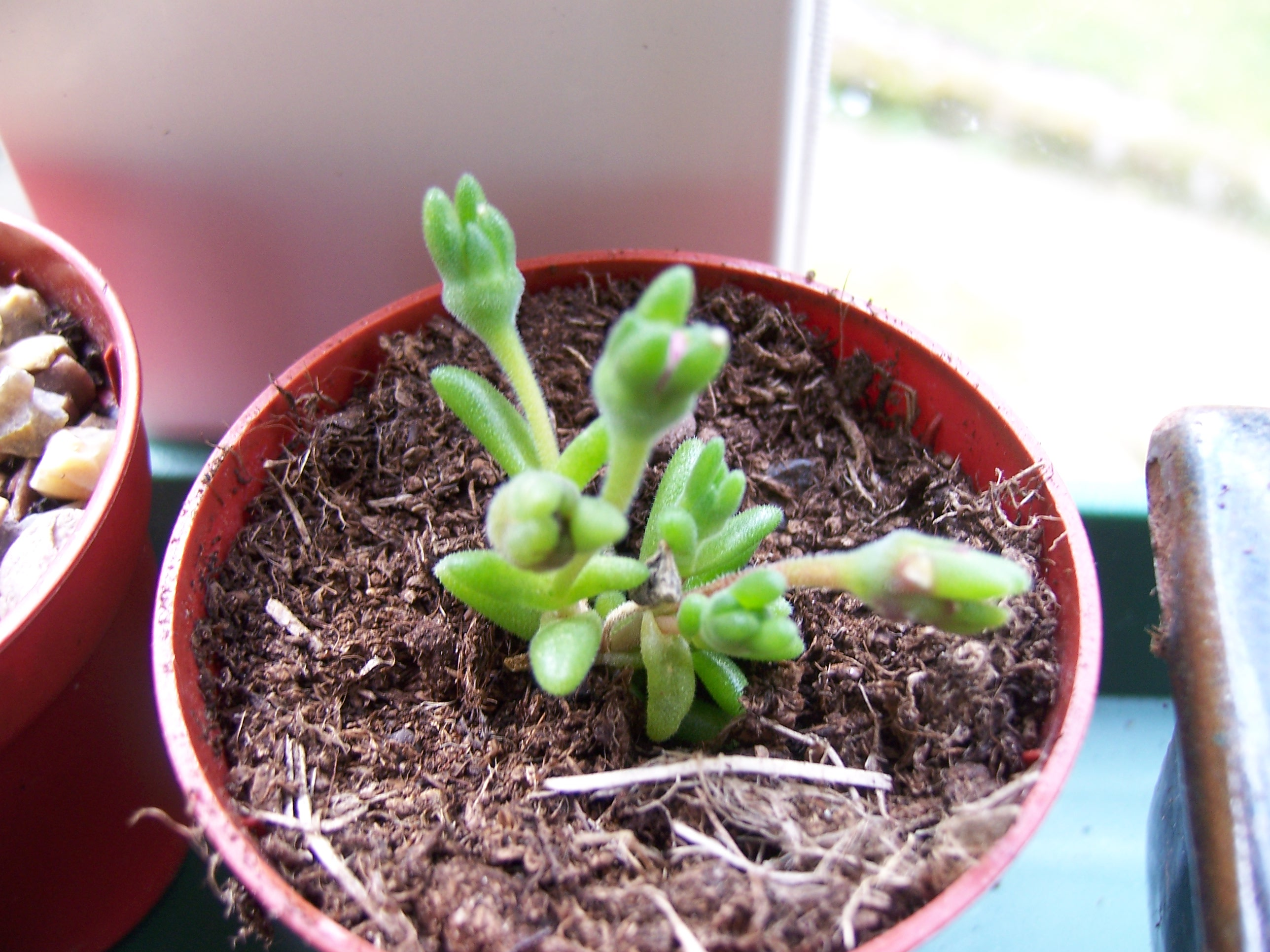
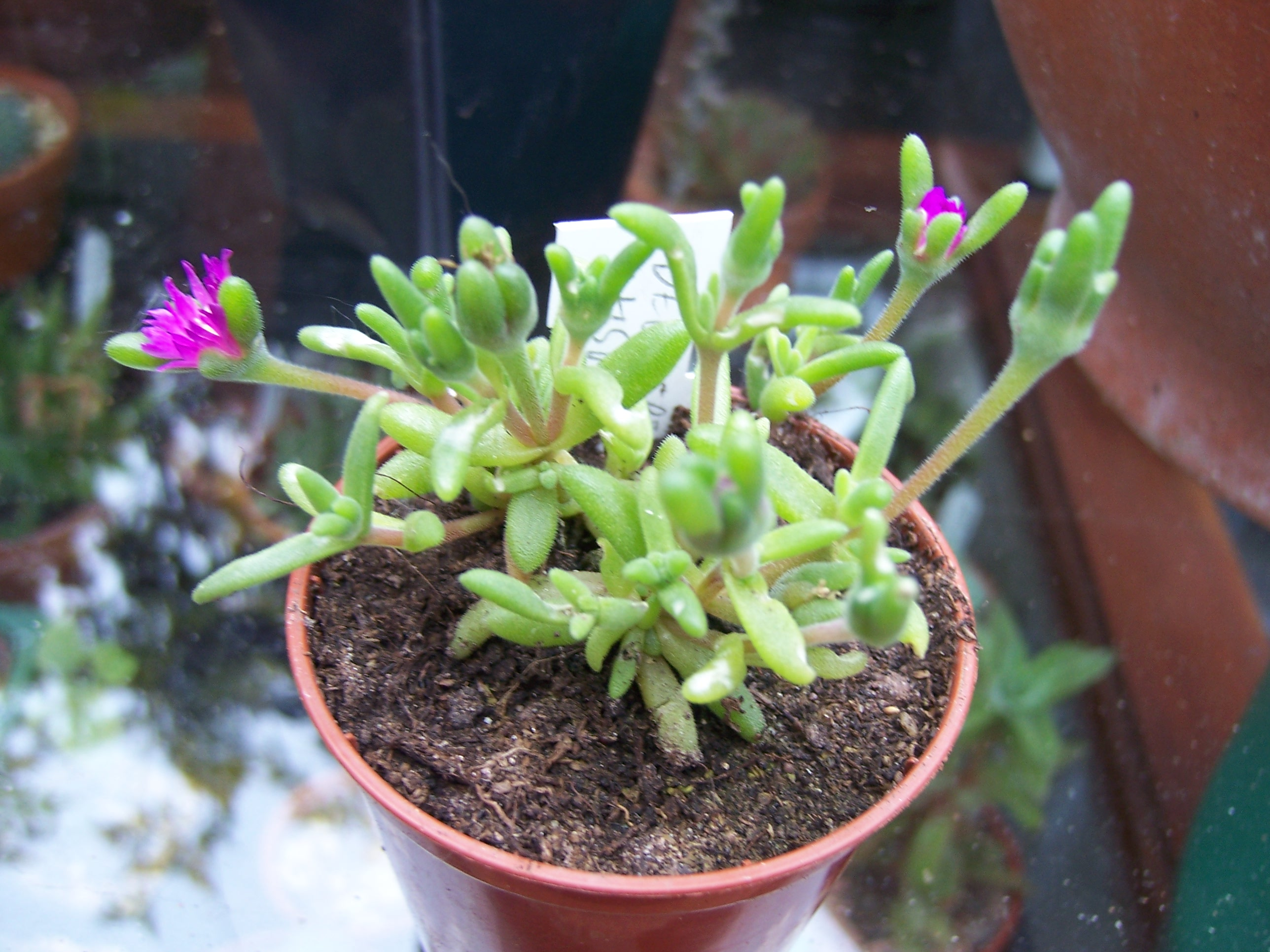
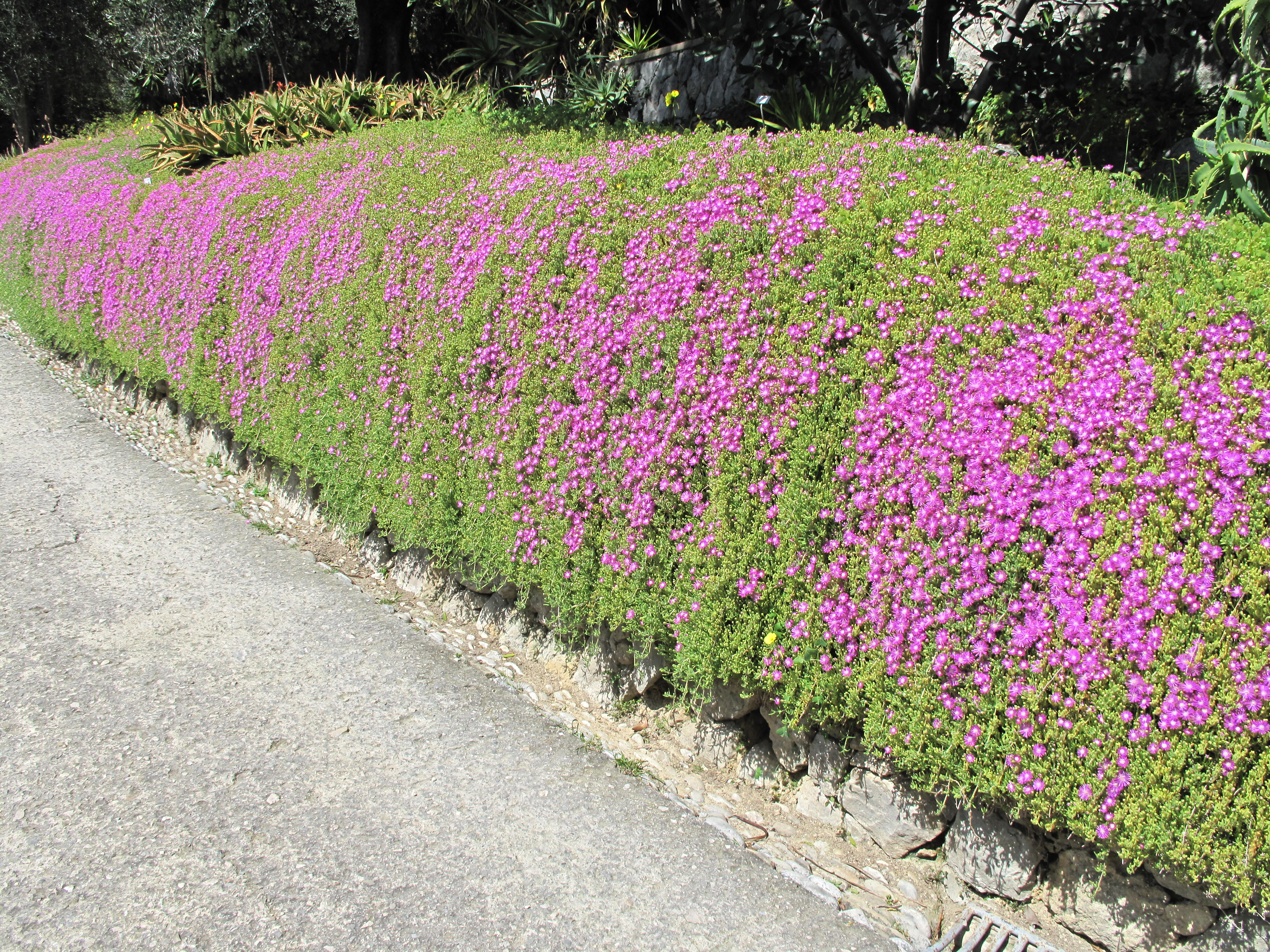
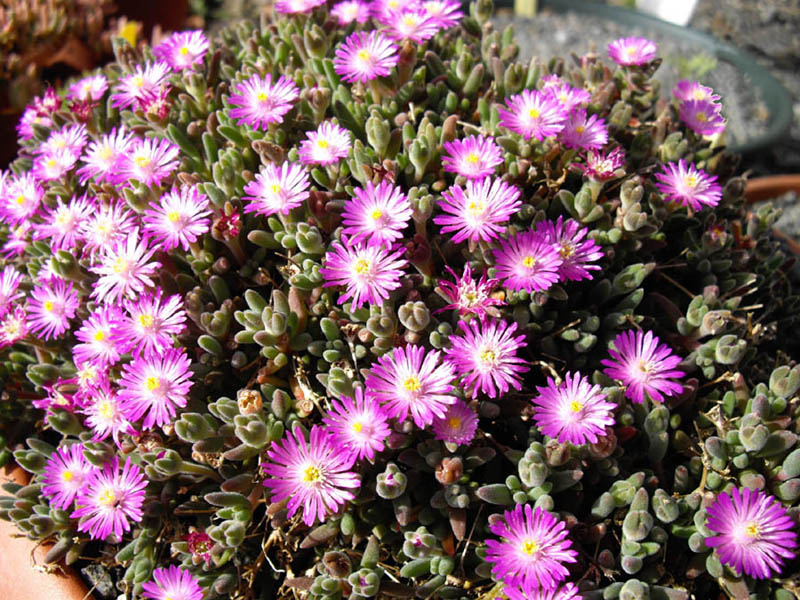
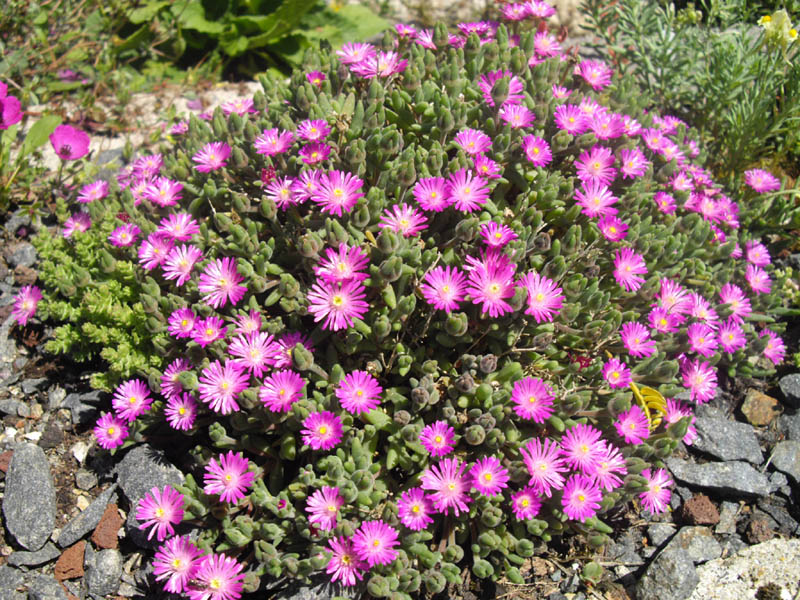
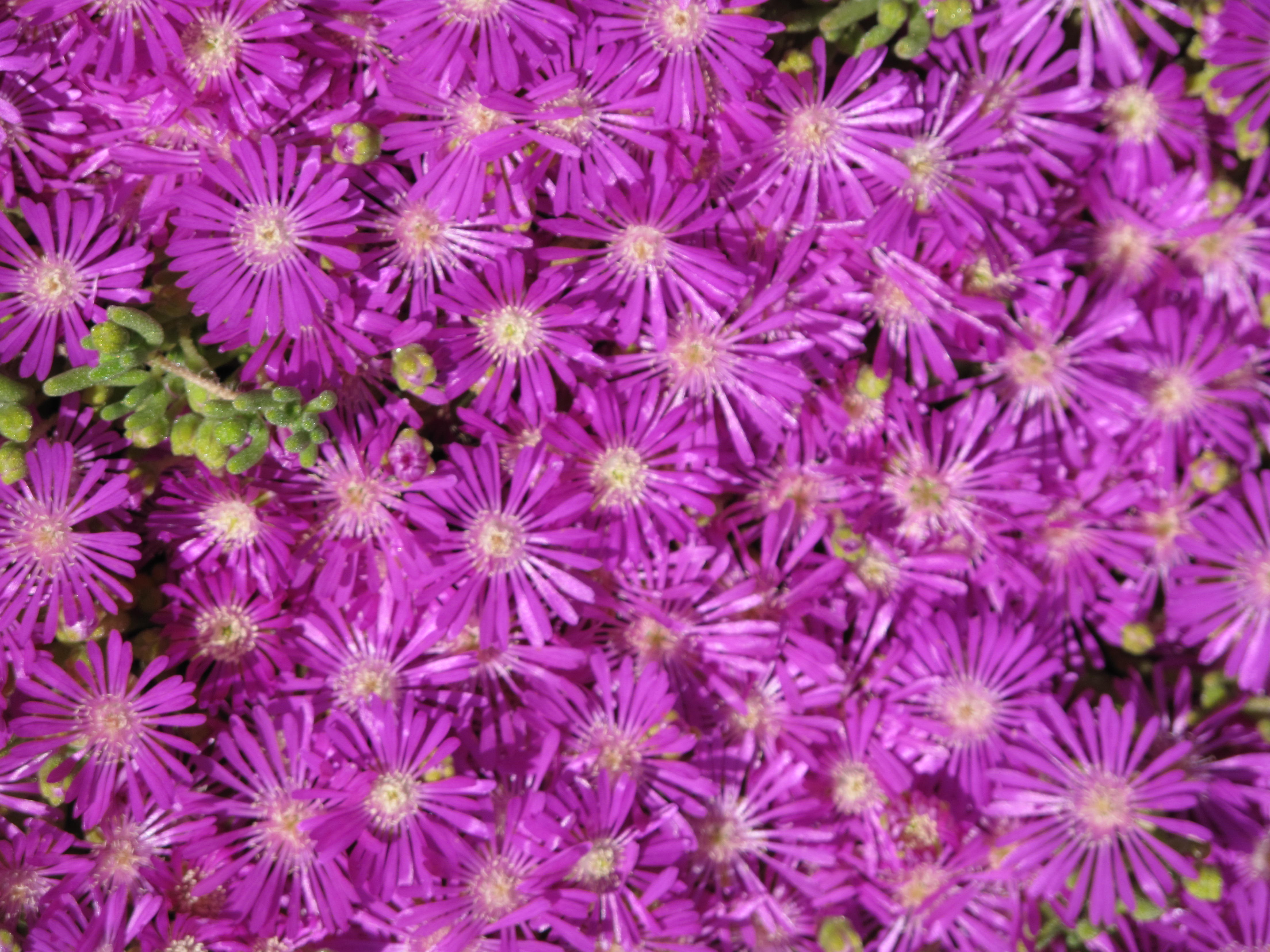